# PowerPro
PowerPro — многофункциональная программа для операционной системы Windows, распространяемая по лицензии Freeware.

## Возможности программы

### Действия, которые может выполнять программа
- Запуск программ, в том числе с параметрами
- Эмуляция нажатий клавиш и перемещений указателя мыши и щелчков кнопок мыши
- Сохранение содержимого буфера обмена в файл, создание нескольких буферов обмена, копирование в буфер содержимого файла
- Напоминания
- Запуск, остановка проигрывания CD
- Вывод на экран различных сообщений
- Создание «липких листочков» — плавающих заметок с сортировкой по категориям
- Запуск, смена, временная блокировка запуска, изменение параметров скринсэйвера
- Завершение работы компьютера
- Поиск, печать файлов
- Операции с окнами — активация, закрытие, минимизация (в том числе в трей), отображение меню
- Регулировка уровня звука
- Выполнение скриптов, написанных на скриптовом языке программы

### Панели и иконки в трее

#### Панели
С помощью PowerPro можно создавать панели с любым количеством кнопок:
- плавающие панели;
- в заголовке окна активного приложения;
- в панели задач (с возможностью отключения кнопки «Пуск»);
- с фиксированным расположением на экране.

#### Иконки в системном трее
PowerPro может создавать иконки в системном трее с возможность назначения действий по правому, левому и среднему кликам мышью.

### Кнопки и меню
На панелях PowerPro можно создавать кнопки, выполняющие любые вышеперечисленные действия по нажатию левой, правой и средней кнопок мыши. Для кнопок можно задавать иконки, текст, а также всплывающие подсказки.

### Виртуальные рабочие столы
PowerPro может создавать до 9 виртуальных рабочих столов с заданным набором программ и обоями.

### Запуск действий по заданному условию

#### Планировщик
PowerPro может выполнять вышеперечисленные действие в заданное время, а также при старте программы, бездействии системы и после выхода системы из бездействия.

#### Горячие клавиши
PowerPro может задавать горячие клавиши для выполнения вышеперечисленных действий, а также выполнять их при щелчке клавишами мыши и перемещении мыши в определённые места экрана.

#### Таймеры
PowerPro имеет 26 встроенных таймеров, которые могут работать при наличии определённых программ, установленном dial-up соединении, а также запускаться и останавливаться кнопками панелей и событиями планировщика. На остановку, запуск и сброс таймера можно назначить любые вышеперечисленные действия.

## Поддержка плагинов
PowerPro поддерживает технологию плагинов, с помощью которых можно значительно расширить функциональность программы

## Недостатки
- нет русскоязычной помощи

нет. И не предвидится. Слишком много в интерфейсе переводить (ToolTips там всякие, Hints)
— Форум ru-board
- сбои в работе с кириллицей в буфере обмена и при записи в файл

Unfortunately, PowerPro is not written with localization in mind and I don’t think it can be done effectively.
— Форум ru-board со ссылкой на автора программы Bruce Switzer
- Активность сообщества после 2005 года снизилась, отвечают на вопросы вяло. Исключение составляет интеграция PowerPro и Total Commander. Обучающие ролики не обновляются[1].